# Dichaetomyia latat
Dichaetomyia latat är en tvåvingeart som beskrevs av Shinonaga 2004. Dichaetomyia latat ingår i släktet Dichaetomyia och familjen husflugor. Inga underarter finns listade i Catalogue of Life.